# Giorgione
Giorgio da Castelfranco, llamado Giorgione (Castelfranco Véneto, h. 1477/1478-Venecia, 1510), fue un pintor italiano del Alto Renacimiento, representante destacado de la escuela veneciana, cuya carrera quedó interrumpida por su temprana muerte, con poco más de 30 años.
Giorgione es conocido por la poética calidad de su trabajo, aunque solo seis cuadros se le atribuyen con certeza. Dejó también varios cuadros inacabados, que completaron otros pintores. Esto, unido a la escasez de datos biográficos y las dudas que plantea el significado de algunas de sus pinturas, lo han convertido en uno de los pintores más misteriosos de la historia del arte europeo.
Junto con Tiziano, que era un poco más joven, y tras Giovanni Bellini, es el iniciador de la escuela veneciana dentro de la pintura renacentista, que logra gran parte de su efecto mediante el color y el ambiente, tradicionalmente opuesta a la preferencia por el dibujo de la pintura florentina. 

## Biografía

### Orígenes
Lo poco que se sabe de la vida de Giorgione aparece en las célebres Vite (Vidas) de Giorgio Vasari. 
El pintor debió de nacer en el pequeño pueblo de Castelfranco Véneto, 40 km tierra adentro desde Venecia. Pero no quedan datos de su origen familiar. Aparece citado como Zorzi e incluso Zorzo en la documentación de su época (difieren estos nombres según la dicción veneciana), aunque su verdadero nombre era Giorgio. La variante Giorgione (o Zorzon) puede traducirse como "Gran Jorge". 
Paolo Pino, por primera vez, le llama Giorgione en sus Diálogos de la pintura, nombre con el que hoy es mundialmente conocido. Vasari explica: 

Por las hechuras de la persona y por la grandeza de su ánimo fue llamado Giorgione, el cual, aunque había nacido de humildísima estirpe, no obstante no fue más que gentil y de buenas costumbres durante toda su vida. Fue educado en Venecia y se complacía continuamente en las cosas del amor y le gustaba admirablemente el sonido del laúd, y tanto, que él tañía y cantaba a la vez tan divinamente que por ello, se empleaba a menudo en varias músicas y reuniones de personas nobles.

Carlo Ridolfi, en 1648, por el contrario, le hace descender de una familia acomodada y nativa de Vedelago (Provincia de Treviso), en una biografía cuestionada por los estudiosos posteriores, por sus errores y omisiones.
Conocemos su aspecto físico gracias al supuesto Autorretrato como David del museo Herzog Anton Ulrich de Brunswick, parcialmente conservado, que sirvió como modelo para el grabado de la segunda edición de las Vidas de Vasari. Se le atribuye el autorretrato por razones formales pero también debido a que el examen radiográfico demuestra que está pintado sobre una Virgen con el Niño de estilo giorgionesco.
La edad en la que llegó a Venecia también es desconocida, pero las evidencias estilísticas apoyan la tesis de Ridolfi de que fue admitido a la edad de 10 años como aprendiz en el taller de Giovanni Bellini, que era por entonces el pintor más famoso de la ciudad. 
En su estilo se advierten, además de las influencias de su maestro, las de Antonello da Messina, quien había introducido la técnica de la pintura al óleo en Venecia; de Leonardo da Vinci, del que tomó el sfumato; e incluso en la actualidad se piensa que recibió alguna indicación de Vittore Carpaccio en sus momentos iniciales.

### Carrera artística

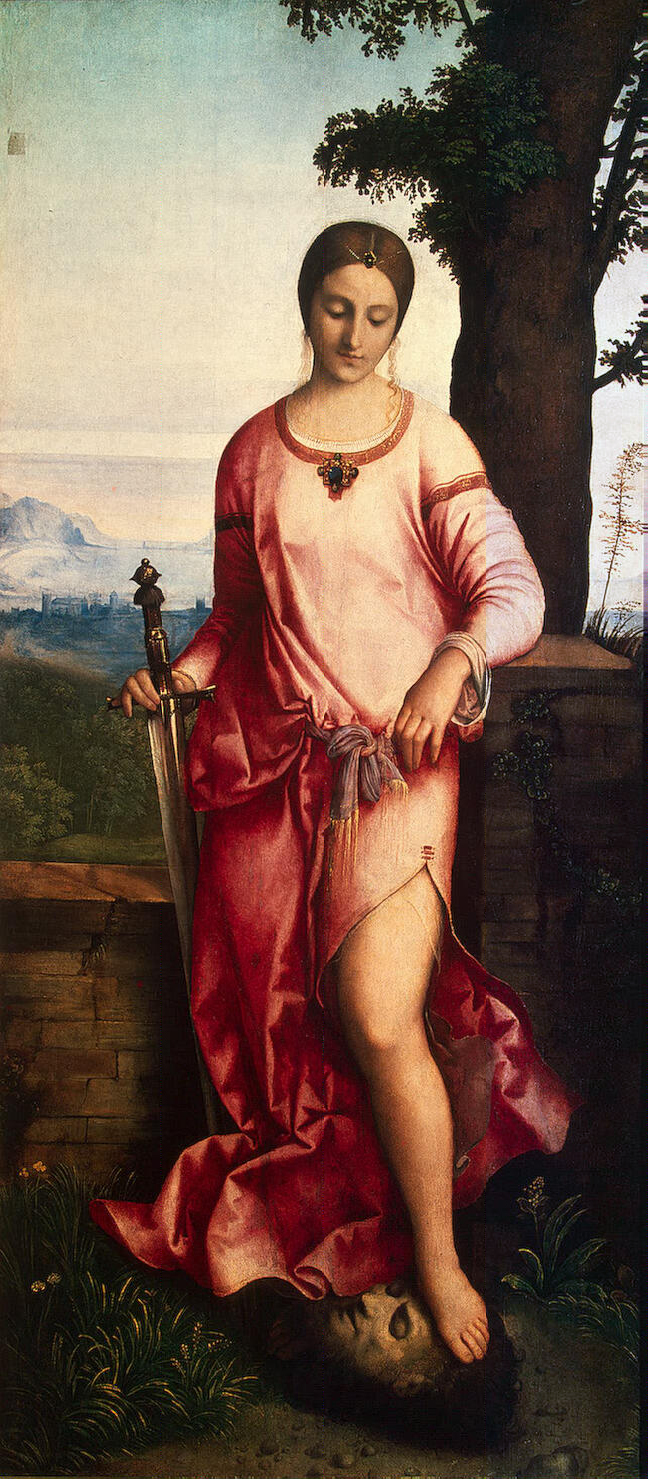
Judit (Museo del Hermitage de San Petersburgo).

Su talento fue pronto reconocido, según los documentos de la época, como demostraría el hecho de que en 1500, cuando sólo tenía veintitrés años (según la cronología que da Vasari), fue elegido para pintar los retratos del dux Agostino Barbarigo y del condotiero Consalvo Ferrante.
En 1504, le fue encargado un retablo en memoria de otro condotiero, Matteo Constanzo, para la catedral de su ciudad natal, Castelfranco. En 1507 recibió, por orden del Consejo de los Diez, libramiento de pago por un cuadro (hoy perdido) para la decoración de la nueva Sala de Audiencias de Palacio Ducal.
De 1507 a 1508 trabajó, junto a otros artistas de su generación como Tiziano, en los frescos de la fachada del nuevo edificio del Fondaco dei Tedeschi, sede de los mercaderes alemanes en Venecia, tras haber realizado trabajos parecidos en el exterior de la Casa Soranzo, en la Casa Grimani allí Servi y en otros palacios venecianos. Muy poco sobrevive hoy de este trabajo. Se conoce el litigio de 1508 entablado para la liquidación de su trabajo pero no los frescos, ya que las fachadas daban al Gran Canal y las inclemencias del tiempo han ido destruyéndolos. En el siglo XVIII, el grabador Antonio María Zanetti realizó sus propias copias, gracias a las cuales conocemos la disposición y la temática; quedan además pequeños restos que representan a una Mujer desnuda, conservados en la Galería de la Academia de Venecia.

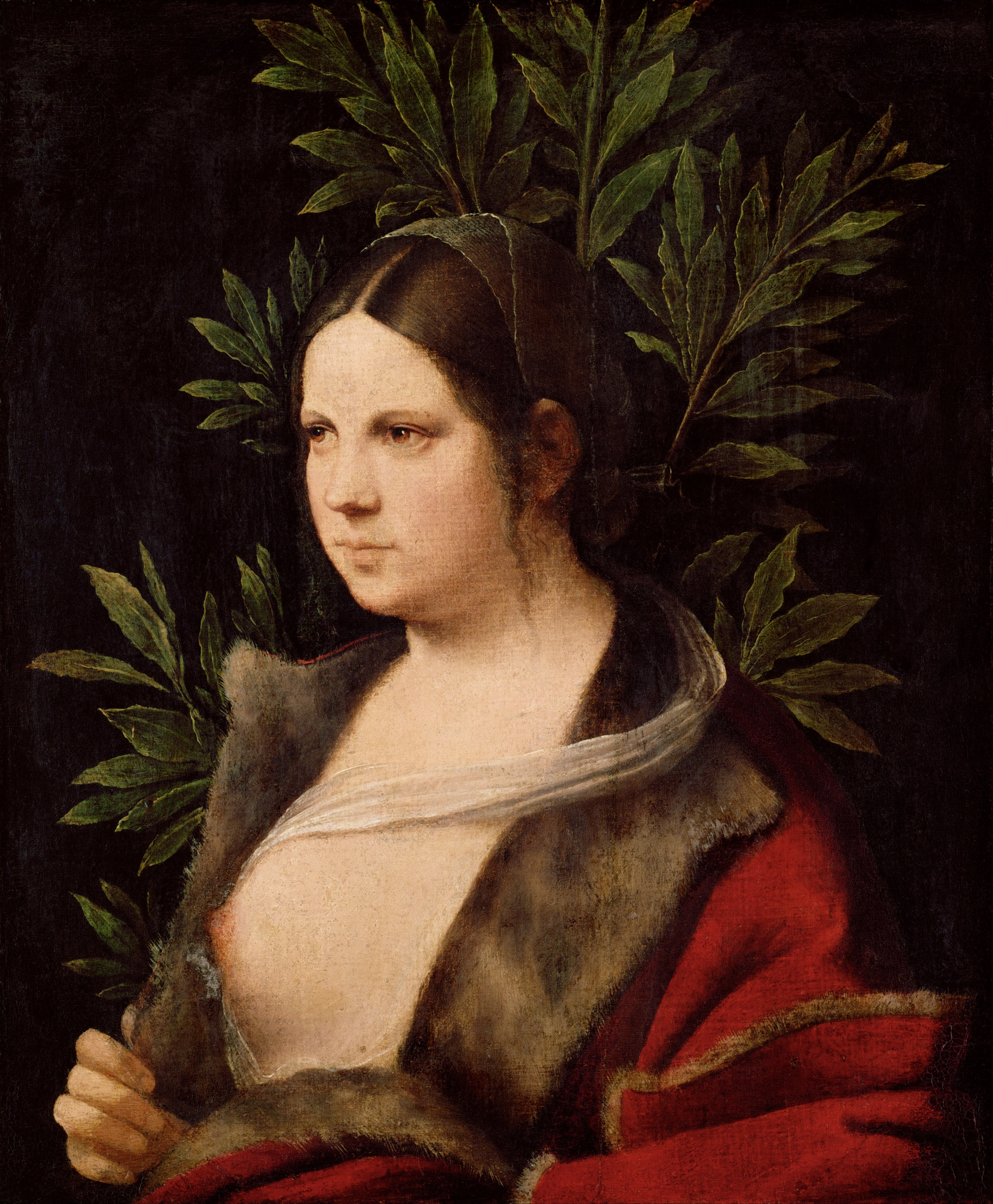
Laura (1506)
Museo de Historia del Arte de Viena, Viena, Austria.

También pintó por encargo para coleccionistas privados y en esto se diferencia de otros artistas de su tiempo, que trabajaron sobre todo para grandes instituciones públicas o para la Iglesia.
Vasari concede mucha relevancia en su biografía del pintor al encuentro con Leonardo da Vinci, en la visita que este realizó a Venecia en 1500, acontecimiento que influyó sumamente en su obra. Todos los relatos coinciden al presentar a Giorgione como persona de encanto distinguido y romántico, gran amante y músico, inclinado a mostrar, a través de su arte, la gracia sensual e imaginativa de la Venecia de su época, con un toque de poética melancolía. También las fuentes antiguas lo presentan como alguien que hizo avanzar la pintura veneciana de manera análoga a lo que hizo Leonardo con la pintura toscana más de veinte años antes; esto es, liberó el arte de las limitaciones de la rigidez arcaica para darle plena libertad. 
A Giorgione se le ha relacionado muy estrechamente con Tiziano, de quien habría sido maestro, según Vasari, aunque Ridolfi afirma que los dos fueron alumnos de Bellini. Trabajaron juntos en los frescos del Fondaco dei Tedeschi y Tiziano debió de terminar algunas pinturas de Giorgione tras su muerte, aunque existen controversias en torno a ello.

### Muerte prematura
En el otoño de 1510, murió a causa de la peste que asolaba Venecia. Se creía que murió y fue enterrado en la isla de Poveglia en la laguna veneciana, pero un documento de archivo publicado por vez primera en 2011 sitúa su muerte en la isla del Lazzaretto Nuovo, pues ambas se usaban como lugares de cuarentena en tiempos de peste.
La fecha aproximada de su muerte ha podido establecerse por la carta que, algunos días después de su fallecimiento, la gran mecenas Isabel de Este escribió desde Mantua a Taddeo Albano, su corresponsal en Venecia, para que se asegurara la adquisición de una Noce de Giorgione para su colección. Este hecho pone de manifiesto la fama de que Giorgione gozaba en el momento de su prematura muerte. Es significativo también que en su respuesta, un mes después, Albano informase a su señora de que no podía obtener el cuadro, pagase lo que pagase.
Según la narración recogida en las Vidas de Vasari, equivocando la fecha de su fallecimiento, habría sido contagiado por su amante, ignorante de su enfermedad: 

Mientras Giorgione atendía a honrarse a sí mismo y a su patria, en el mucho conversar que él hacía para entretener con la música a muchos amigos suyos, se enamoró de una señora y mucho gozaron el uno y la otra de sus amores. Ocurrió que en año de 1511 ella se contaminó de peste; pero Giorgione, ignorante de su enfermedad, siguió tratándola y se contagió, de manera que en breve tiempo, a la edad de 34 años, pasó a la otra vida, no sin dolor de sus amigos, que le amaban por sus virtudes.

### Tras su muerte: El misterio Giorgione
La escasez de noticias sobre su vida y la dispersión de su obra, en su mayor parte de carácter profano y en poder de coleccionistas privados, hará que ya en el siglo XVI se empezase a oscurecer su figura. El hecho de que Tiziano terminara algunas obras trajo mayor confusión.
En el siglo XVII, las inexactitudes transmitidas por su biógrafos y las falsificaciones (al menos 50) realizadas por Pietro della Vecchia, fomentaron su mitificación, hasta el extremo de que a principios del siglo XIX se llegase a dudar de su existencia.
A partir de ahí, se realizaron estudios científicos serios sobre el autor. Contribuyeron a esclarecer su figura la publicación a partir de 1800 del anónimo Morelliano, el manuscrito de Marcantonio Michiel, y la correspondencia de Isabel de Este, publicada en 1888.
A partir de 1925 los museos han hecho análisis radiográficos de los cuadros de Giorgione o a él atribuidos para autentificar su obras. En 1931 se hicieron radiografías de la Venus, en 1932 de Los tres filósofos y en 1939 de La tempestad.
Asimismo se celebraron exposiciones antológicas que reunieron en Venecia gran parte de su obra en 1955 y en 1978.
Su nombre y su obra siguen atrayendo a la posteridad. Pero identificar, entre las obras de su época y escuela, aquellas que realmente le corresponden, y distinguir su estilo del de otros maestros sobre los que pudo influir, es tarea difícil. Si bien ya no hay defensores del "Pan Giorgionismus", que hace un siglo consideraba de Giorgione cada pintura de la época que se pareciera en algo a su estilo, quedan, como entonces, críticos que reducen a media docena la lista de pinturas que están dispuestos a admitir como realmente pertenecientes a este maestro.

## Estilo

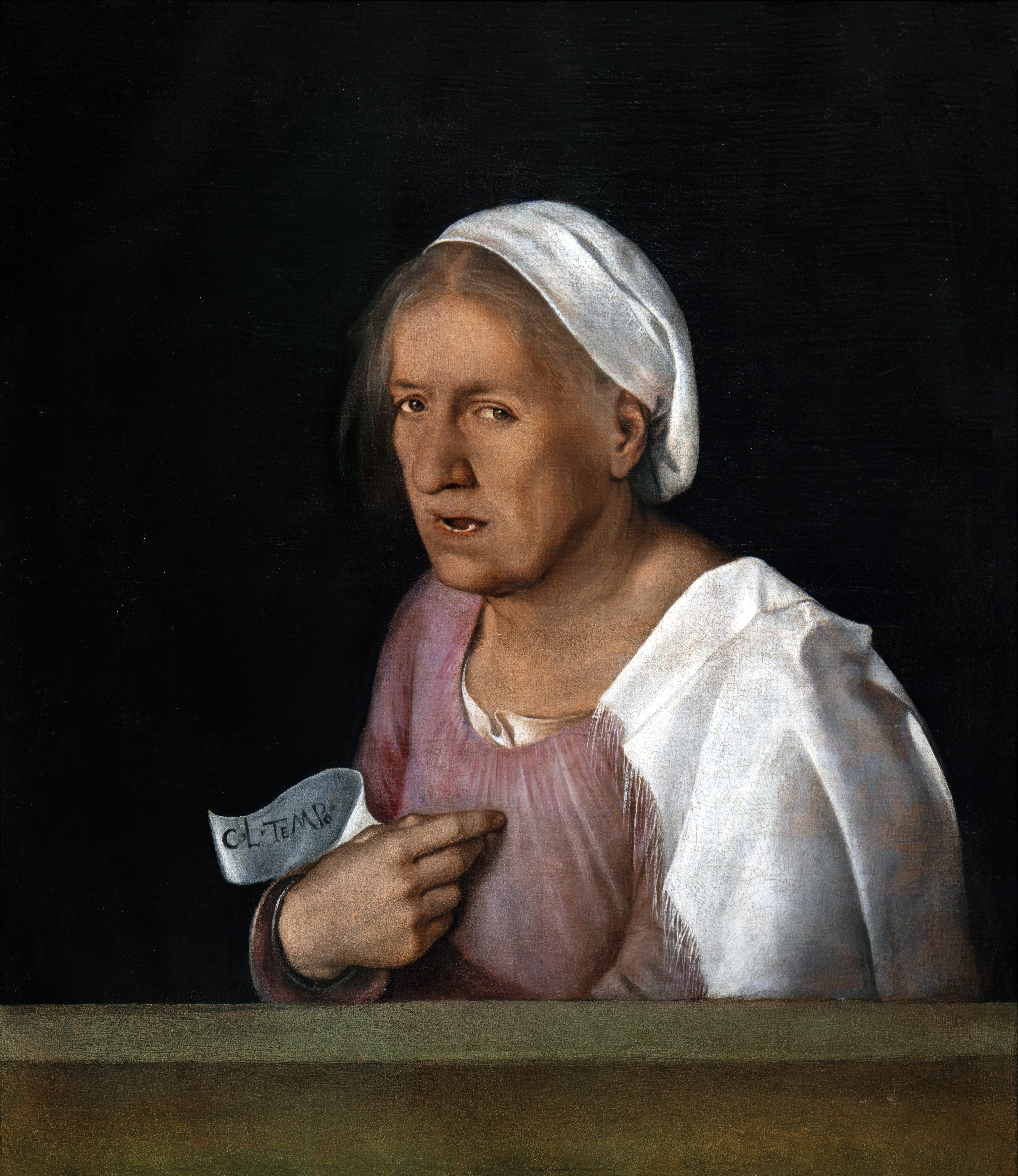
Retrato de vieja (Galería de la Academia de Venecia).

Sus amplios conocimientos le hacían sobresalir con gran maestría tanto en la técnica del fresco como en el empleo tradicional del temple y el óleo sobre tabla, así como en el innovador uso del lienzo.
Aunque dominaba el dibujo, no se sometía en la terminación de sus obras al plan inicialmente trazado, que variaba libremente durante la ejecución de la obra.
Se pueden advertir dos etapas dentro de la evolución de su estilo:
1. En un primer momento se encuentra ligado a la pintura de los maestros del quattrocento veneciano, aunque en sus obras se atisba el surgir de una poderosa personalidad por su originalidad en el tratamiento del paisaje, totalmente invadido de luz. Los temas religiosos pertenecen a este período. Destaca así el Retablo de Castelfranco con el que culmina esta fase, en el que se revelan ya innovaciones en la disposición de las figuras, sin salirse de la tradicional Sacra conversazione.
2. La plenitud de su obra aporta libertad de ejecución y riqueza de efectos cromáticos. Arriesga en la técnica a cambio de mayor expresividad. Destaca el uso del paisaje no como marco sino como protagonista de la obra. Ejemplos de esto se encuentran en La tempestad o Los tres filósofos.

## Innovaciones

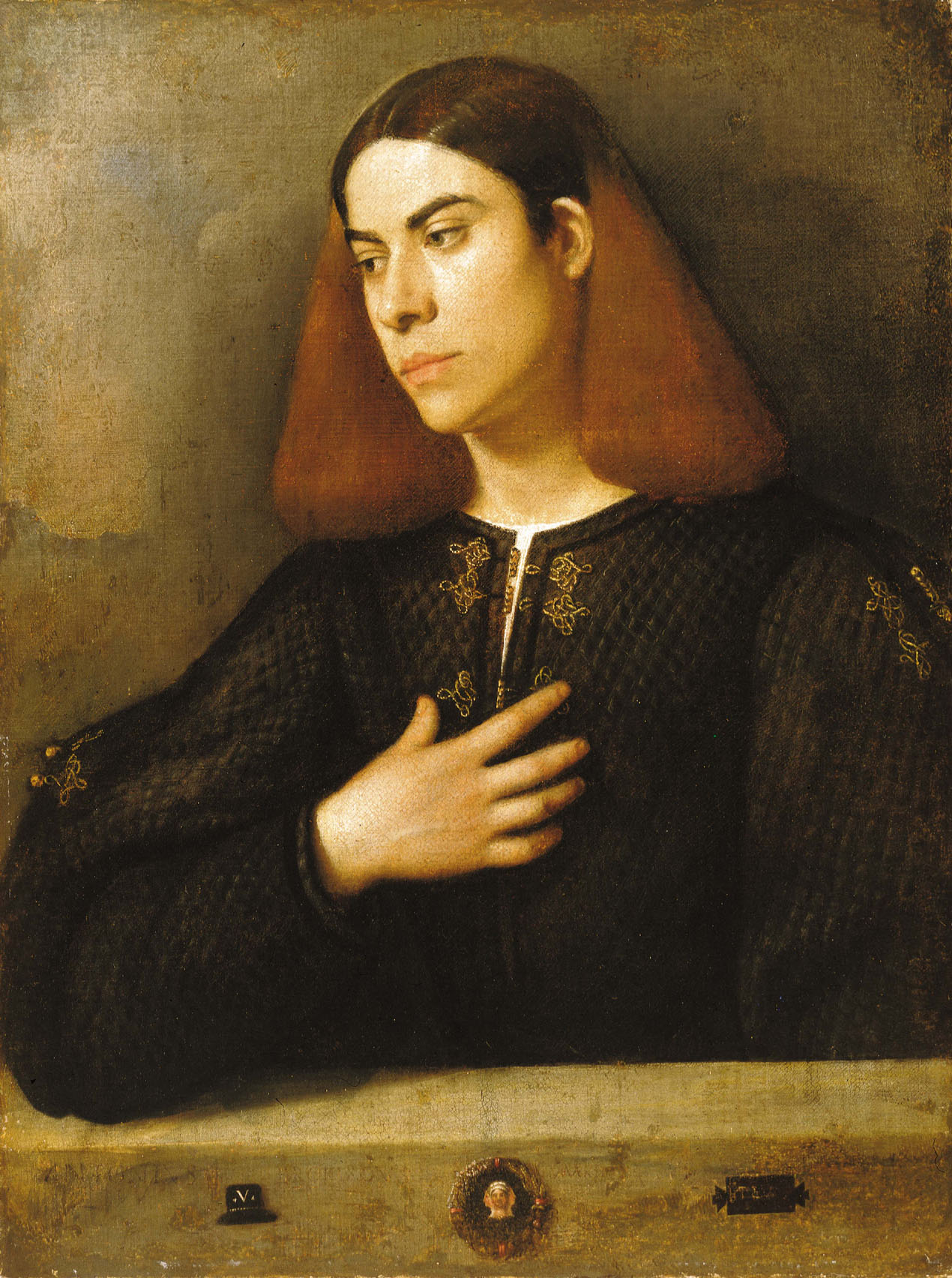
Retrato de un joven (posiblemente Antonio Broccardo) (Museo de Bellas Artes de Budapest).

Los avances que supuso la figura de Giorgione en la pintura fueron:
- Riqueza cromática: Giorgione usó una gran gama de colores, mucho más rica que la empleada por sus predecesores del quattrocento, porque consideraba que para ganar en expresividad debían someterse todos los elementos al color.
- Empleo del lienzo: Fue el interés por el color lo que lo llevó a la utilización del lienzo como soporte con el que sustituiría a la tabla tradicionalmente empleada en la pintura italiana. La tela unía a su facilidad en el transporte y una mayor economía, la posibilidad de que sobre su textura se consiguieran efectos de color más adaptados a su estética.
- Paisaje como parte fundamental: partiendo de la perspectiva lineal del quattrocento, basada en elementos geométricos y matemáticos, Giorgione se apoyó en los efectos atmosféricos y ambientales, dejando de analizar por separado cada una de las figuras para dar una visión más unitaria del espacio en que están situadas. Por primera vez, Giorgione pintó paisajes con figuras en vez de figuras en paisajes. Esto sentará una base importante para el desarrollo del arte moderno.
- Cuadros de género: La temática de sus cuadros es principalmente profana, a pesar de contar con cuadros religiosos a los que desposeía de todo misticismo propio del asunto y de la época.

Giorgione también introdujo nuevos temas. Junto a los retablos y los retratos, pintó cuadros sin historia, sea bíblica o clásica, o si pretendían narrar una historia, abandonaba la acción y simplemente personificaba en forma y color estados de ánimo de sentimiento lírico o romántico, como un músico podría encarnarlos en sonidos. Innovando con el coraje y la felicidad de un genio, tuvo por un tiempo una abrumadora influencia en sus contemporáneos e inmediatos sucesores en la escuela veneciana, incluyendo a Tiziano, Sebastiano del Piombo, Palma el Viejo, il Cariani, Giulio Campagnola (y su hermano), e incluso en su ya destacado maestro, Giovanni Bellini. En la tierra firme veneciana, el Giorgionismo influyó intensamente en Morto da Feltre, Domenico Capriolo, y Domenico Mancini.

## Valoración

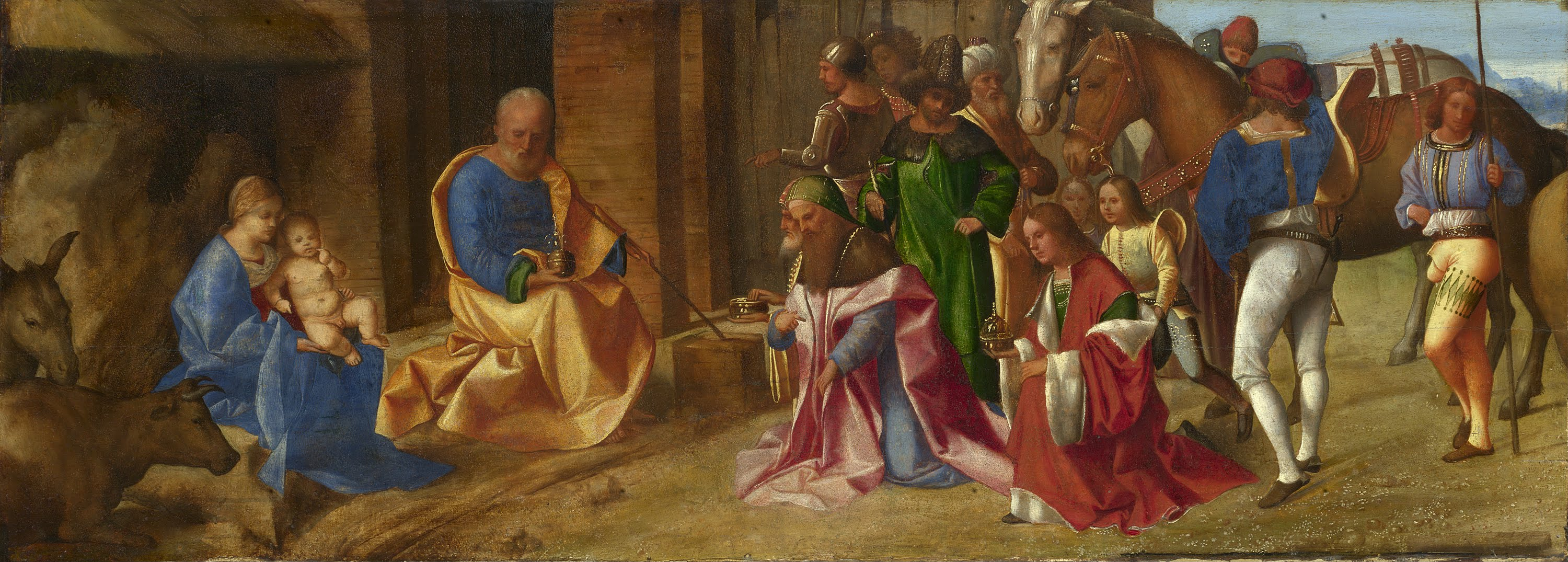
Adoración de los Magos (National Gallery de Londres).

Aunque murió a los 33 años, Giorgione dejó un legado imperecedero desarrollado por Tiziano y los artistas del siglo XVII. Giorgione nunca subordinó la línea y el color a la arquitectura, ni el efecto artístico a la presentación sentimental. Sin duda alguna fue el primer italiano que pintó paisajes con figuras como cuadros móviles en sus propios marcos sin propósitos devocionales, alegóricos, o históricos — y el primero cuyos colores poseían esa ardiente y brillante intensidad que pronto caracterizaría la obra de toda la escuela veneciana.
Giorgione representó para la escuela veneciana un avance similar al de Leonardo da Vinci en la Toscana veinte años antes, superando la rigidez arcaica y dotando a la pintura de mayor libertad en colores y temática. Fue la entrada del cinquecento en la república veneciana.
Tuvo enorme influencia en sus contemporáneos y en sus inmediatos sucesores de la escuela veneciana, como Tiziano, Sebastiano del Piombo (quien se formó en su taller), Palma el Viejo, Giovanni Cariani y Domenico y Giulio Campagnola.

## Obra destacada
Los apenas 10 años que estuvo en activo hacen que su obra sea escasa. A esto se unen los problemas de identificación de sus cuadros, debido al halo de misterio que rodea la biografía de Giorgione.

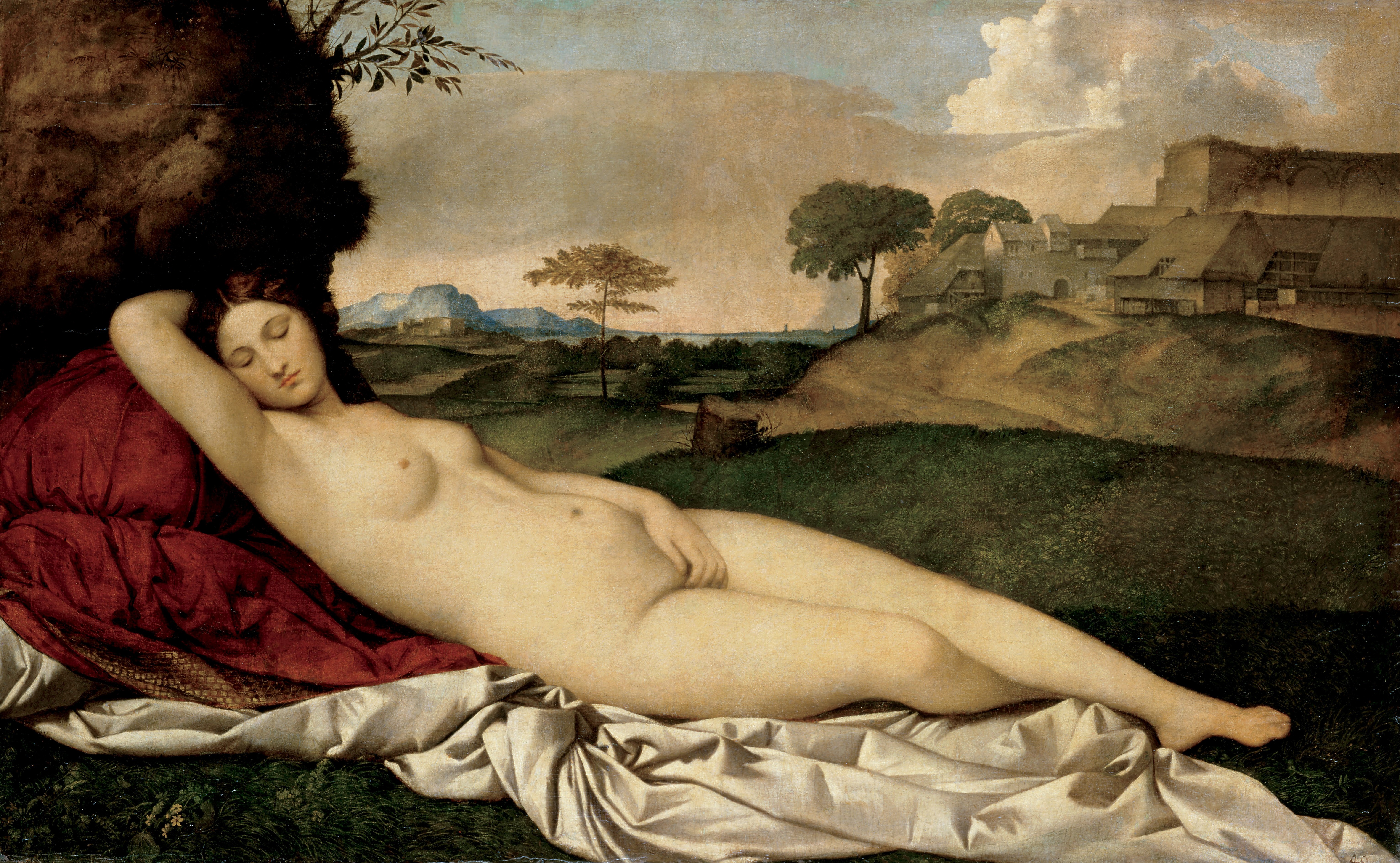
Venus dormida (h. 1510)
Gemäldegalerie Alte Meister, Dresde, Alemania.

El juicio de Salomón: (c. 1500) cuadro que está en la Galería Uffizi. Representa el relato bíblico del juicio del rey Salomón y las dos mujeres que reclamaban al mismo bebé. Se considera una de sus primeras obras, por presentar vacilaciones en el uso de la luz y el color y la composición un tanto confusa.
Para su ciudad natal de Castelfranco, Giorgione pintó el Retablo o Pala de Castelfranco: (c. 1505), un retablo en forma de sacra conversazione: María entronizada con el Niño, flanqueada por dos santos (Liberal y Francisco de Asís) formando un triángulo equilátero. Fue una obra encargada para conmemorar al hijo del condottiero de la ciudad, como retablo del altar donde se enterraría. Es de las pocas obras de Giorgione que siguen en su ubicación original en la iglesia de San Liberal. En esta obra el paisaje del fondo adquiere gran importancia, innovación rápidamente imitada por su maestro Giovanni Bellini y otros. Giorgione utiliza ya un claroscuro muy refinado llamado sfumato — el delicado uso de sombras de color para representar la luz y la perspectiva — más o menos en la misma época que Leonardo. Si Vasari acierta o no cuando dice que lo aprendió de la obra de Leonardo es algo que no se sabe, ya que siempre se inclina por atribuir toda innovación a fuentes florentinas.
Aparte del retablo y los frescos, todas las obras que quedan de Giorgione son pinturas pequeñas diseñadas para sus coleccionistas venecianos; la mayoría tienen menos de 60 cm de ancho o alto. Este mercado había emergido a lo largo de la segunda mitad del siglo XV en Italia, y estaba muy establecida en los Países Bajos, pero Giorgione fue el primer gran pintor italiano que concentró su trabajo de tal manera — de hecho pronto tras su muerte el tamaño de los cuadros empezó a incrementarse con la prosperidad y los palacios de los mecenas.

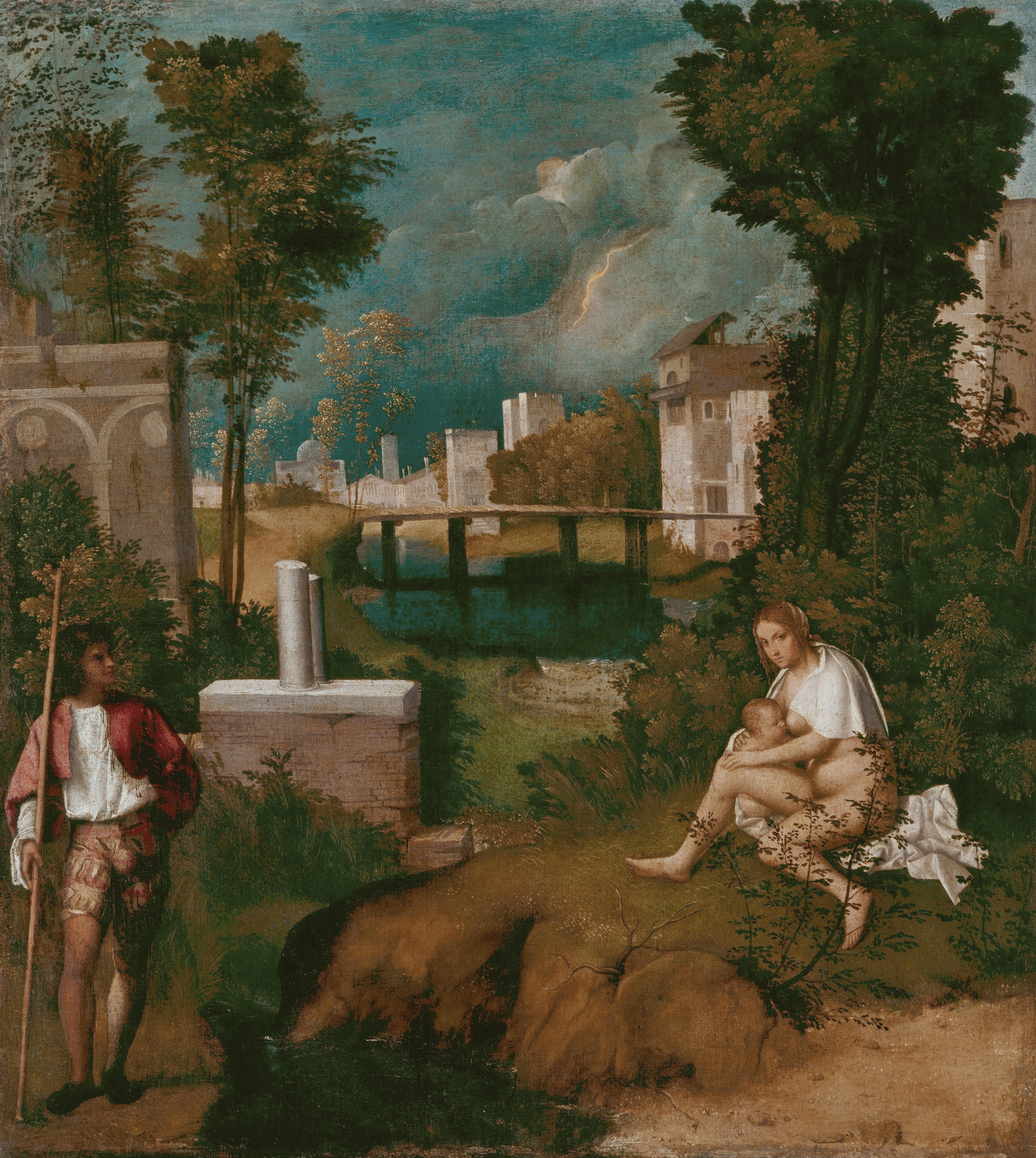
La tempestad, h. 1508, óleo sobre lienzo, 82 x 73 cm, Gallerie dell'Accademia, Venecia, Italia.

La tempestad: (c. 1508) Ha sido llamado el primer paisaje de la Historia del Arte occidental. El significado de la escena no es claro, pero su maestría es evidente. Representa a un soldado y a una mujer desnuda dando el pecho a un niño, separados por un arroyo. Al fondo se ve una ciudad y en el cielo la tormenta que su título indica. La multitud de símbolos que tiene el lienzo ofrece muchas interpretaciones pero ninguna lo suficientemente satisfactoria. Las teorías que apuestan por la dualidad (hombre - mujer, ciudad-campo) han ido decreciendo al comprobar en un estudio radiográfico, que el hombre era originariamente una mujer desnuda sentada. El tema parece un mero pretexto para la realización de un ejercicio de imaginación creadora; este cuadro, de colores fríos y saturados, ejerció una gran influencia en la pintura posterior. 
Los tres filósofos (1509) es un cuadro igualmente enigmático y su atribución a Giorgione es aún discutida. Las tres figuras permanecen en la boca de una oscura cueva vacía. Sus personajes han sido interpretados como los Reyes Magos o como símbolos ante la cueva de Platón. También como representación de las tres edades del hombre. Aparecen sumidos en el típico sueño giorgionesco, reforzados por un haz de luz, característico de otros paisajes del pintor, como el Concierto campestre, hoy en el Louvre. El último "revela el veneciano amor por las texturas", porque el pintor "da una apariencia casi palpable de la carne, la tela, la madera, la piedra y el follaje". La pintura carece de contornos marcados y su tratamiento del paisaje ha sido comparado con frecuencia con la poesía pastoral, de ahí el título. La pincelada parece que se oriente casi exclusivamente a la creación de efectos cromáticos.
Una de las obras destacadas de Giorgione, y típica de su estilo, es la Venus dormida o Venus de Dresde: (c. 1510) Primero atribuida a Tiziano y actualmente reconocida a Giorgione. Fue reconocida por vez primera por Giovanni Morelli, y es ahora universalmente aceptado, que es el mismo cuadro que vio Marcantonio Michiel y más tarde Ridolfi (su biógrafo del siglo XVII) en la Casa Marcello de Venecia. Goza de un exquisito y puro ritmo de líneas y contorno, unido a su innovadora presencia al aire libre. La textura de las telas donde yace la diosa y el armonioso paisaje dotan al cuadro del justo equilibrio entre placidez y sensualidad. El uso de un paisaje externo para enmarcar un desnudo es innovador; pero además, para añadirle misterio, está dormida, lo que le priva de toda expresión consciente. Señala Michiel que esta obra quedó inacabada a su muerte, y que el paisaje, con un Cupido que una restauración posterior ha eliminado, fue completada por Tiziano, lo que pudo ser un prototipo de su Venus de Urbino y de muchas más por otros pintores de la escuela; pero ninguna de ellas obtuvo la fama del primer ejemplo. El mismo concepto de belleza idealizada es evocada en una Judith virginalmente pensativa, del Museo Hermitage, una gran pintura que muestra las especiales cualidades de Giorgione de riqueza de color y paisaje, al mismo tiempo que demuestra que la vida y la muerte son más bien compañeros que opuestos.
Giorgione y el joven Tiziano revolucionaron el género del retrato. Es extremadamente difícil y a veces simplemente imposible diferenciar las primeras obras de Tiziano de aquellas que son de Giorgione. Ninguna de las pinturas de Giorgione están firmadas y sólo uno tiene una fecha fiable: su Retrato de una joven dama (Laura) (1 de junio de 1506), uno de los primeros pintados en el "estilo moderno", distinguido por su dignidad, claridad, y sofisticada caracterización. Más asombroso es aún el Retrato de un joven actualmente en Berlín, aclamado por historiadores del arte por "la expresión indescriptiblemente sutil de serenidad y los rasgos inmóviles, añadidos al efecto cincelado de la silueta y el modelaje".
Algunos autores le atribuyen el de Francesco Maria della Rovere.
Pocos de los retratos que se atribuyen a Giorgione parecen una simple reproducción del aspecto del individuo que lo ha encargado, aunque posiblemente más de uno lo sean. Muchos pueden entenderse como tipos dibujados para expresar un estado de ánimo o una atmósfera, y ciertamente muchos de los ejemplos de la tradición retratística que Giorgione inició parecen haber servido a este propósito, y no para ser vendidos a quien posaba. Los temas de sus pinturas con figura no religiosas son igualmente difíciles de discernir. Quizá la primera pregunta que hay que hacerse es si realmente pretendían tener un significado específico a estas pinturas que una investigación minuciosa confía en recuperar. Muchos historiadores del arte señalan que no lo hay: "La mejor evidencia, quizás, de que los cuadros de Giorgione no son particularmente esotéricos en su significado lo proporciona el hecho de que mientras sus innovaciones estilísticas fueron ampliamente adoptadas, el rasgo distintivo de casi toda la pintura veneciana laica en la primera mitad del siglo XVI es la carencia de un contenido literario o culto".

## Atribuciones
La dificultad a la hora de hacer atribuciones seguras de determinadas obras a la mano de Giorgione data del mismo momento de su muerte, cuando algunas de sus pinturas fueron terminadas por otros artistas, y su considerable reputación, también llevó a tempranas atribuciones erróneas. La mayor parte de la documentación referente a pinturas de esta época se refería a los grandes encargos de la Iglesia o del gobierno; los pequeños paneles domésticos que forman el grueso de la obra de Giorgione es mucho menos probable que estén documentados. Otros artistas siguieron trabajando con su mismo estilo, durante varios años, y probablemente ya a mediados de siglo se creaban falsificaciones de su obra.
La documentación primaria de atribuciones de su obra viene del coleccionista veneciano Marcantonio Michiel. En notas que datan de 1525 a 1543 identifica doce pinturas y un dibujo como propios de Giorgione, de las cuales cinco de las pinturas están identificadas de forma prácticamente unánime por los historiadores del arte entre obras que existen en la actualidad: La tempestad, Los tres filósofos, la Venus dormida, Niño con flecha, y Pastor con una flauta (no todos, sin embargo, aceptan esta última como obra de Giorgione). Michiel señala que los Filósofos fueron terminados por Sebastiano del Piombo, y la Venus por Tiziano (ahora se cree, en general, que Tiziano hizo el paisaje). Algunos historiadores del arte más modernos relacionan también a Tiziano con los Tres filósofos. La tempestad es por lo tanto la única del grupo a la que universalmente se acepta como enteramente de Giorgione. Además, el retablo de Castelfranco en su ciudad natal ha sido raramente puesta en duda, ni los fragmentos de fresco del almacén de los alemanes. La Laura de Viena es la única obra firmada y datada por Giorgione (en el fondo). La primera pareja de pinturas en los Uffizi son usualmente aceptadas.

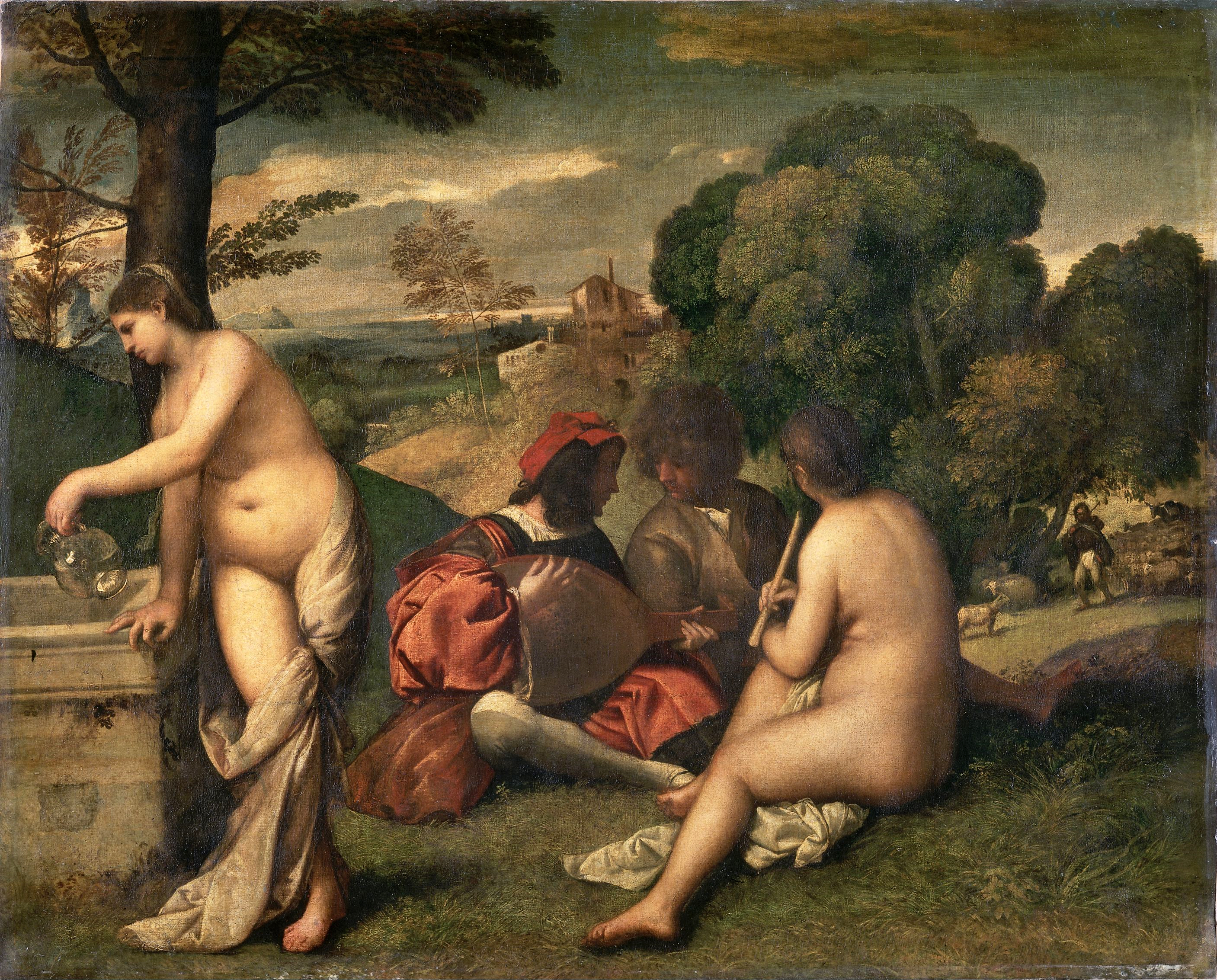
Concierto campestre, óleo sobre lienzo, 110 x 138 cm, París, Louvre. Tradicionalmente atribuida a Giorgione, se considera actualmente obra de Tiziano, h. 1509.

Después de eso, las cosas se complican bastante, tal como se ve en Vasari.  En la primera edición de las Vite (1550), atribuye un Cristo cargando con la cruz a Giorgione; en la segunda edición terminada en 1568 adscribe la autoría a Giorgione en su biografía, que fue impresa en 1565, y a Tiziano en la suya, impresa en 1567. Había visitado Venecia entre estas dos fechas, y pudo haber obtenido diferente información. Las dificultades e inseguridades a la hora de distinguir entre la pintura de Giorgione y la del joven Tiziano se ve sobre todo en el caso del Concierto campestre del Louvre, descrito en 2003 como "quizás el problema más difícil de atribución en todo el arte renacentista italiano", pero afecta a un gran número de pinturas posiblemente de los últimos años de Giorgione.
El Concierto campestre es una de un pequeño número de pinturas, que incluyen también la Virgen con niño, san Antonio y san Roque en el Prado, que tiene un estilo muy cercano y, según Charles Hope, ha sido "más y más frecuentemente atribuido a Tiziano, no porque haya ningún parecido marcado a sus obras más tempranas, cuya autoría no se discute - que seguramente se habrían señalado antes - sino porque parece un candidato más plausible que Giorgione. Pero nadie ha sido capaz de crear una secuencia coherente de las primeras obras de Tiziano que incluya estas, de una manera que consiga un apoyo generalizado, y encaje en lo que se sabe de los primeros años de su carrera. Una propuesta alternativa es asignar el Concierto campestre y otros cuadros parecidos a un tercer artista, el muy oscuro Domenico Mancini..".
Giulio Campagnola, bien conocido como el grabador que tradujo el estilo de Giorgione a los grabados antiguos, pero ninguna de cuyas pinturas han sido identificadas con seguridad, también ha sido considerado. Por ejemplo, el difunto W.R. Rearick le atribuyó Il Tramonte (véase Galería) y es una elección alternativa para una serie de dibujos que podrían ser de Tiziano o Giorgione, y a ambos se atribuye a veces el dibujo de algunos de sus grabados.
En un período temprano en la corta carrera de Giorgione, un grupo de pinturas que a veces se describe como el "grupo Allendale", después la Natividad Allendale (o Adoración de los pastores de Allendale, más correctamente) en la Galería Nacional de Arte de Washington.  Este grupo incluye otra pintura de Washington, la Sagrada Familia, y un panel de la predela de la Adoración de los magos en la National Gallery de Londres. Este grupo, ahora con frecuencia ampliado para incluir una Adoración de los pastores muy parecida que hay en Viena, y a veces más aún, se han incluido (cada vez más) o excluidas ambas de la obra de Giorgione. Irónicamente, la Natividad de Allendale causó la ruptura en los años treinta entre Lord Duveen, quien lo vendió a Samuel Kress como un Giorgione, y su experto Bernard Berenson, quien insistió era un Tiziano temprano. Berenson tuvo un papel destacado a la hora de reducir el catálogo de Giorgione, reconociendo menos de veinte pinturas.
Las cosas se complican todavía más cuando no hay ningún dibujo que pueda ser identificado sin duda alguna como de Giorgione (aunque una en Róterdam es ampliamente aceptada), y una serie de aspectos de los argumentos sobre la forma de definir el estilo final de Giorgione implica dibujos.
A pesar de ser muy alabados por escritores contemporáneos, y conservando un buen nombre en Italia, Giorgione era menos conocido en el mundo, y muchas de las pinturas que se le atribuían se asignaron a otras. La Judith del Hermitage, por ejemplo, fue atribuida durante mucho tiempo a Rafael y la Venus de Dresde un Tiziano. A finales del siglo XIX se produjo un gran renacimiento de Giorgione, y el péndulo se movió al lado opuesto. A pesar de todo un siglo de disputas, la controversia sigue activa. Hace cien años se atribuían muchas pinturas a Giorgione, en particular retratos, que ahora se excluyen con firmeza de su obra, pero el debate es, si acaso, más fiero que nunca. Hay efectivamente dos frentes en los que se desarrolla esta batalla: pinturas con figuras y paisaje, y retratos. Según David Rosand en 1997, "La situación se ha visto arrojada a una nueva confusión de los críticos por la radical revisión de su corpus por Alessandro Ballarin... [incrementándolo el catálogo de la exposición de París de 1993]... así como por Mauro Lucco ..[libro Milán, 1996]."  Recientes exposiciones en Viena y Venecia en 2004 y Washington en 2006, han dado a los historiadores del arte nuevas oportunidades de ver las obras discutidas una junto a la otra (véase los enlaces externos más abajo).

## Galería

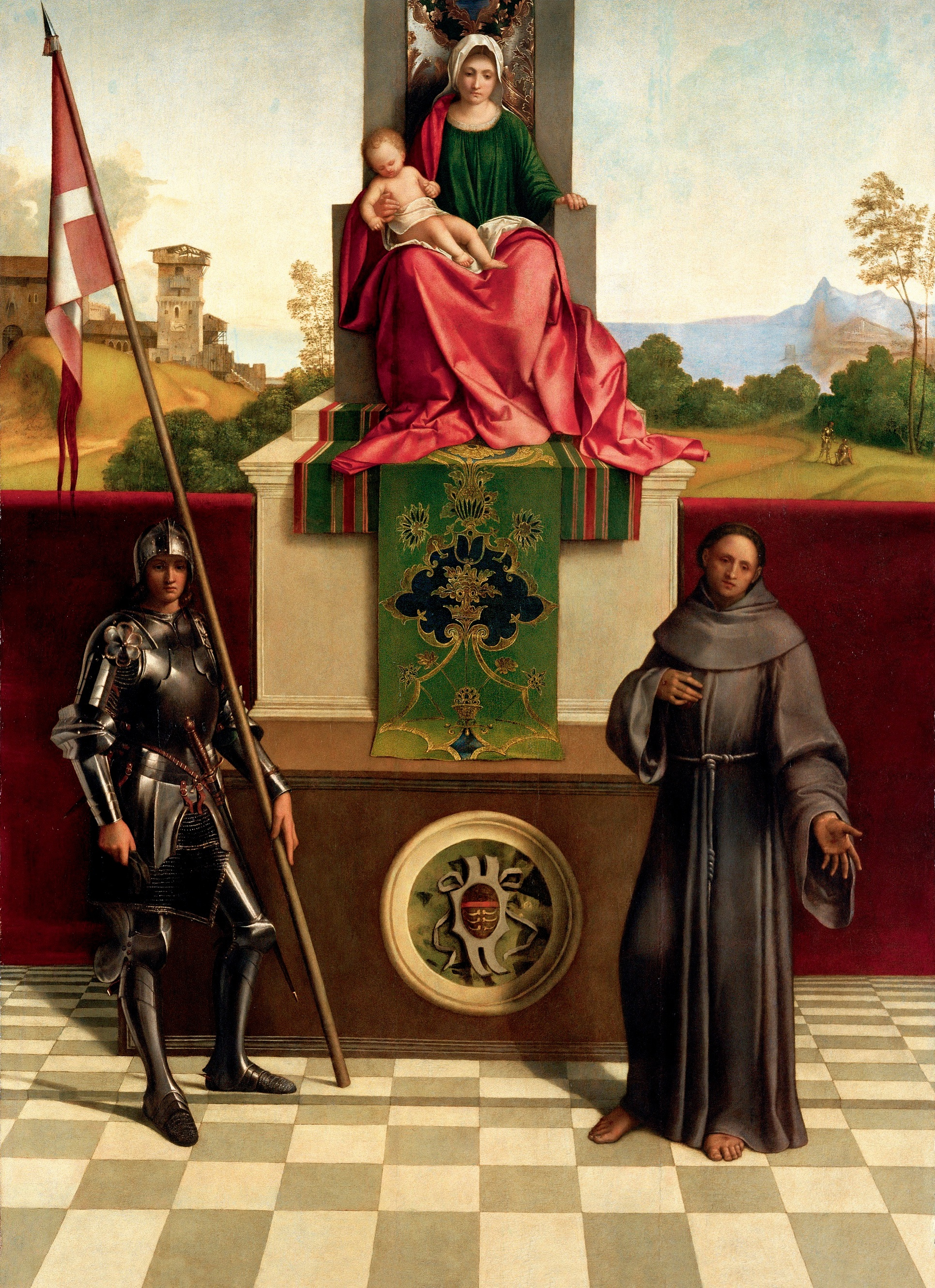
Pala de Castelfranco - Óleo sobre tabla, 200 x 152 cm, Iglesia de San Liberal (Castelfranco Véneto).
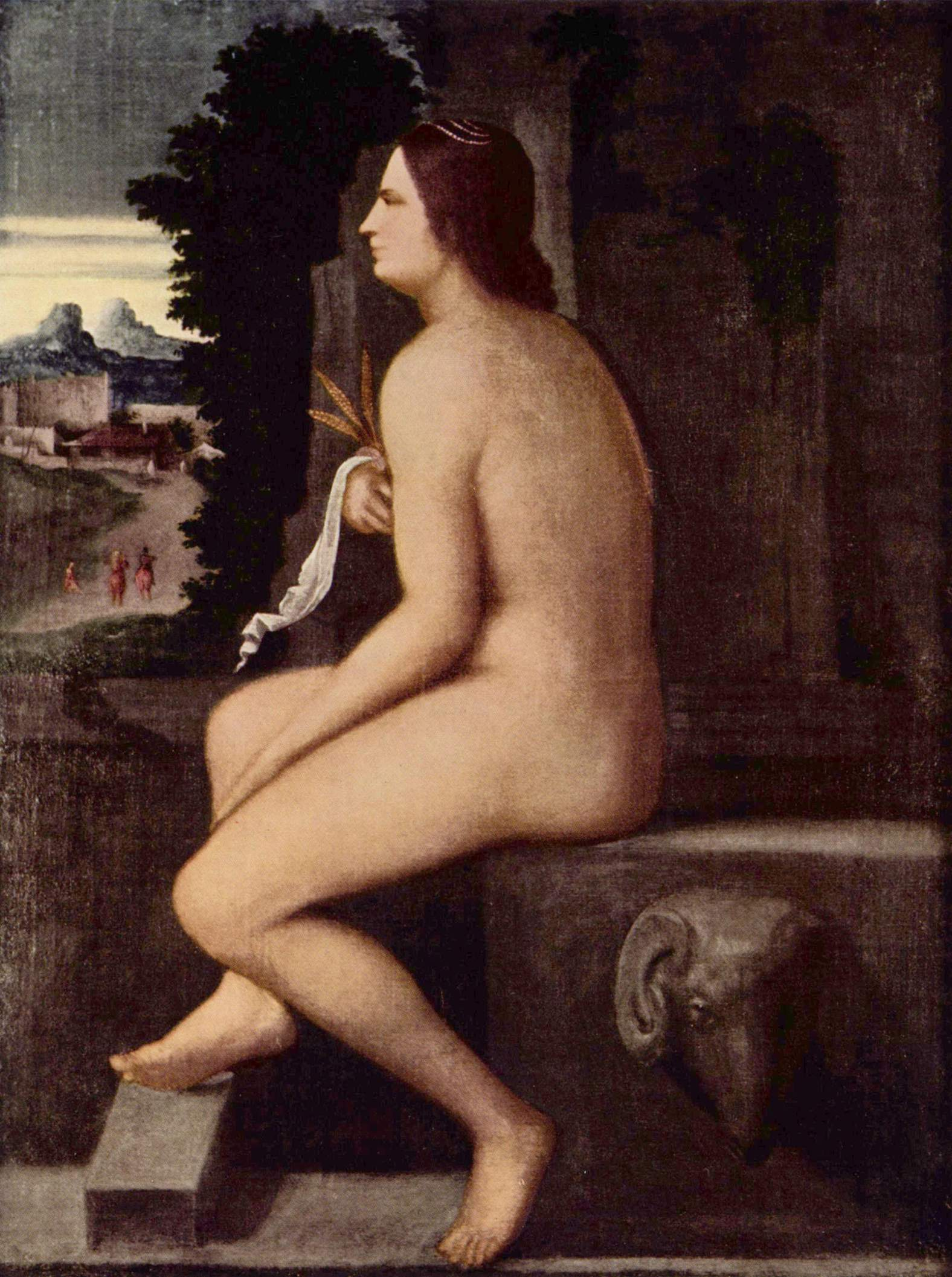
Ceres - Óleo sobre lienzo, 74,5 × 54,5 cm, Gemäldegalerie, Berlín.
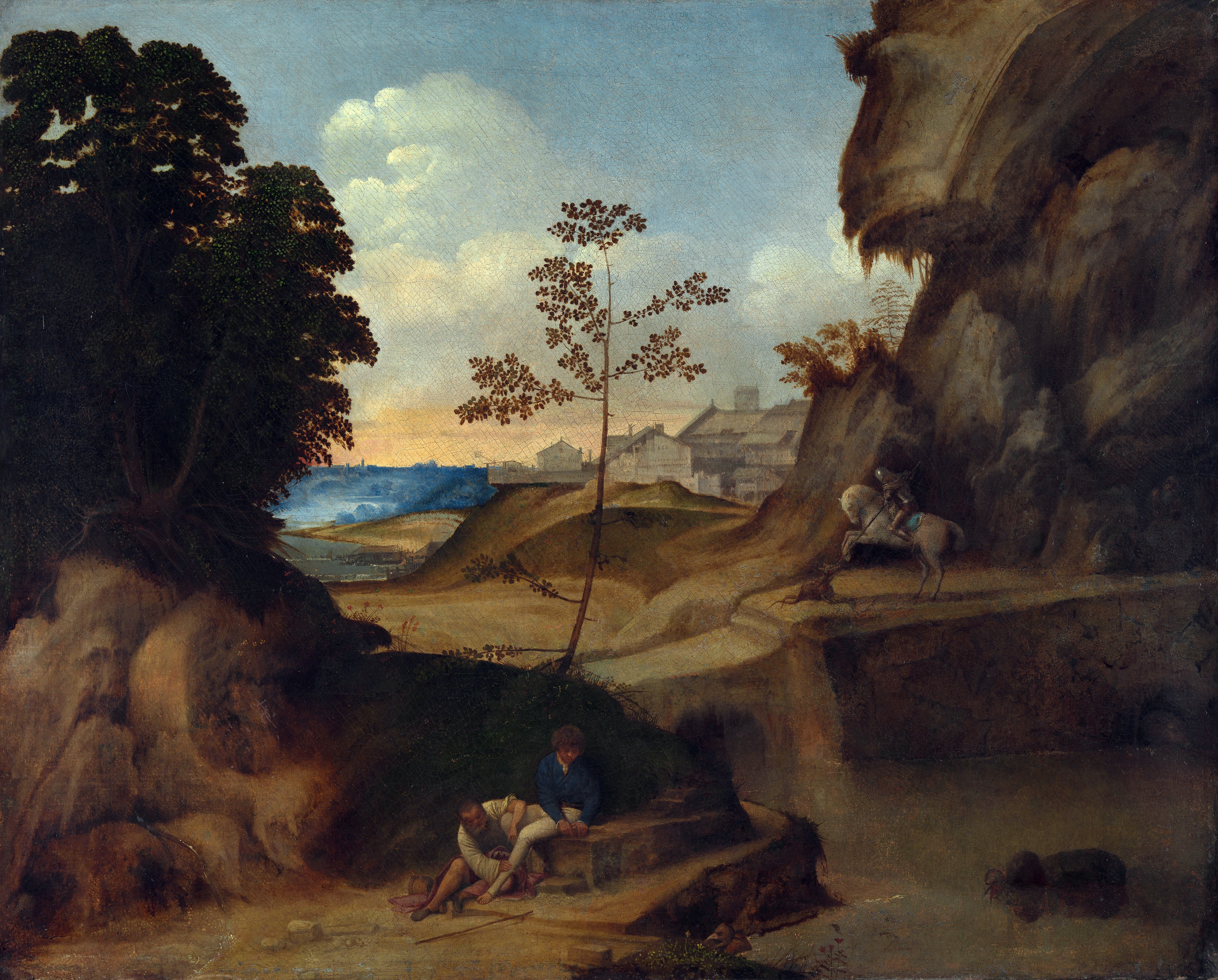
Paisaje al atardecer con San Roque, San Jorge y San Antonio (Il Tramonto) - Óleo sobre lienzo, 73,3 x 91,5 cm, National Gallery, Londres.
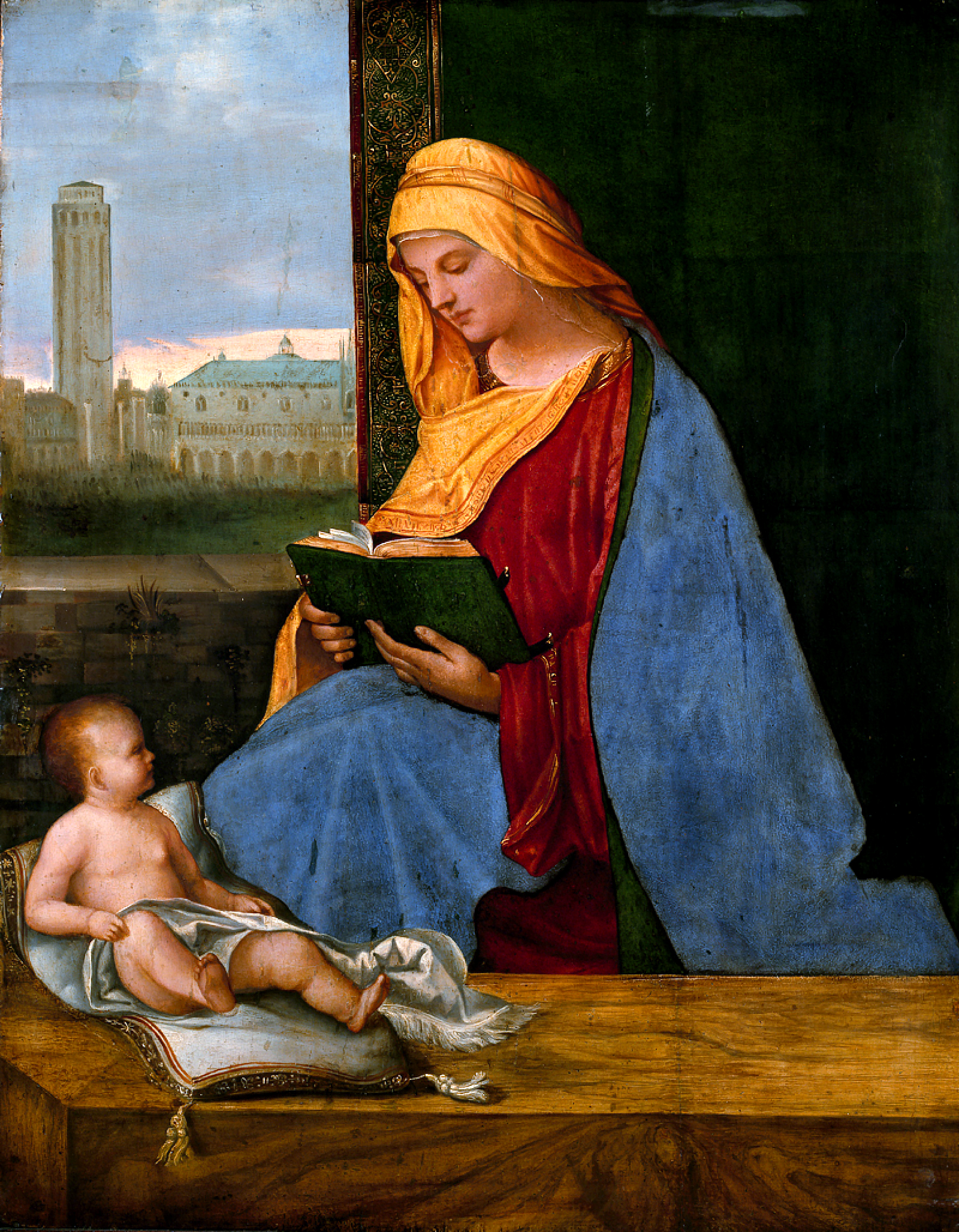
Virgen leyendo - Óleo sobre tabla, 76 x 60 cm, Ashmolean Museum, Oxford.
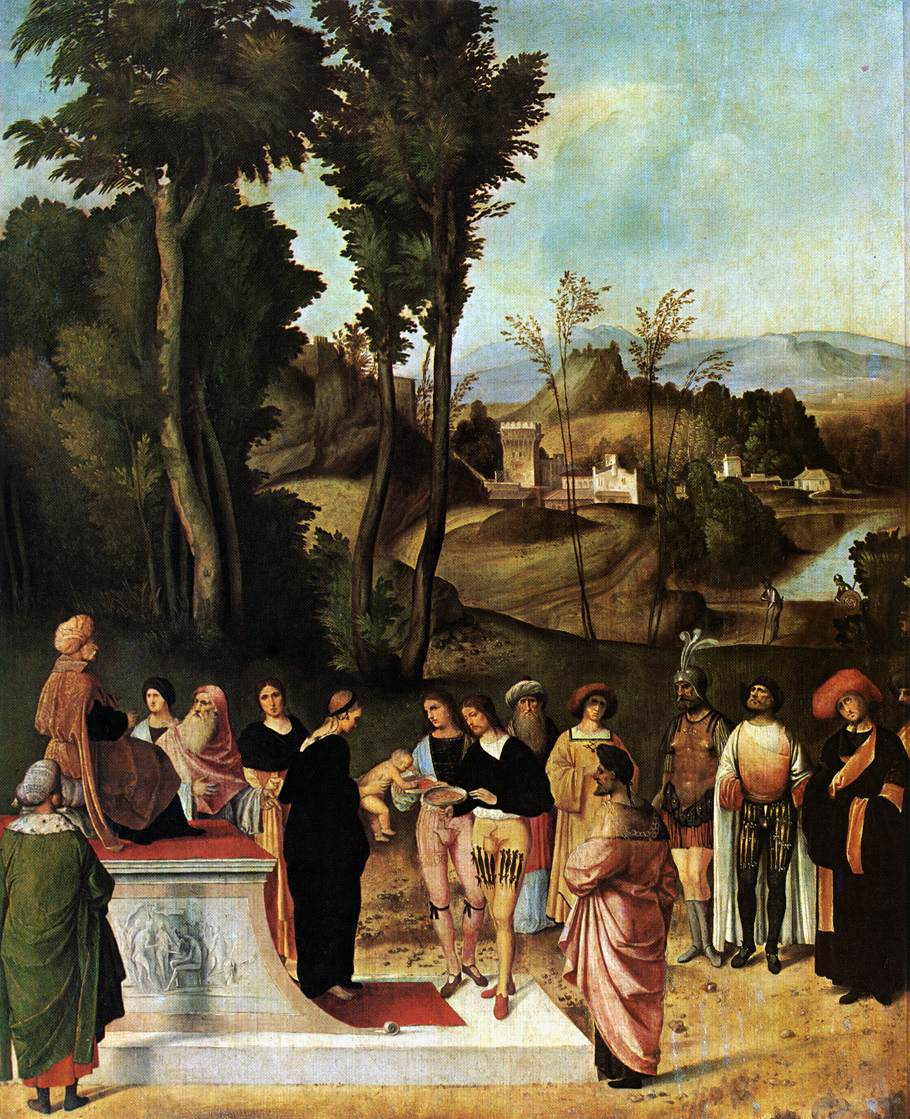
Moisés en la prueba del oro y el fuego - Óleo sobre tabla, 89 x 72 cm, Galería Uffizi, Florencia.
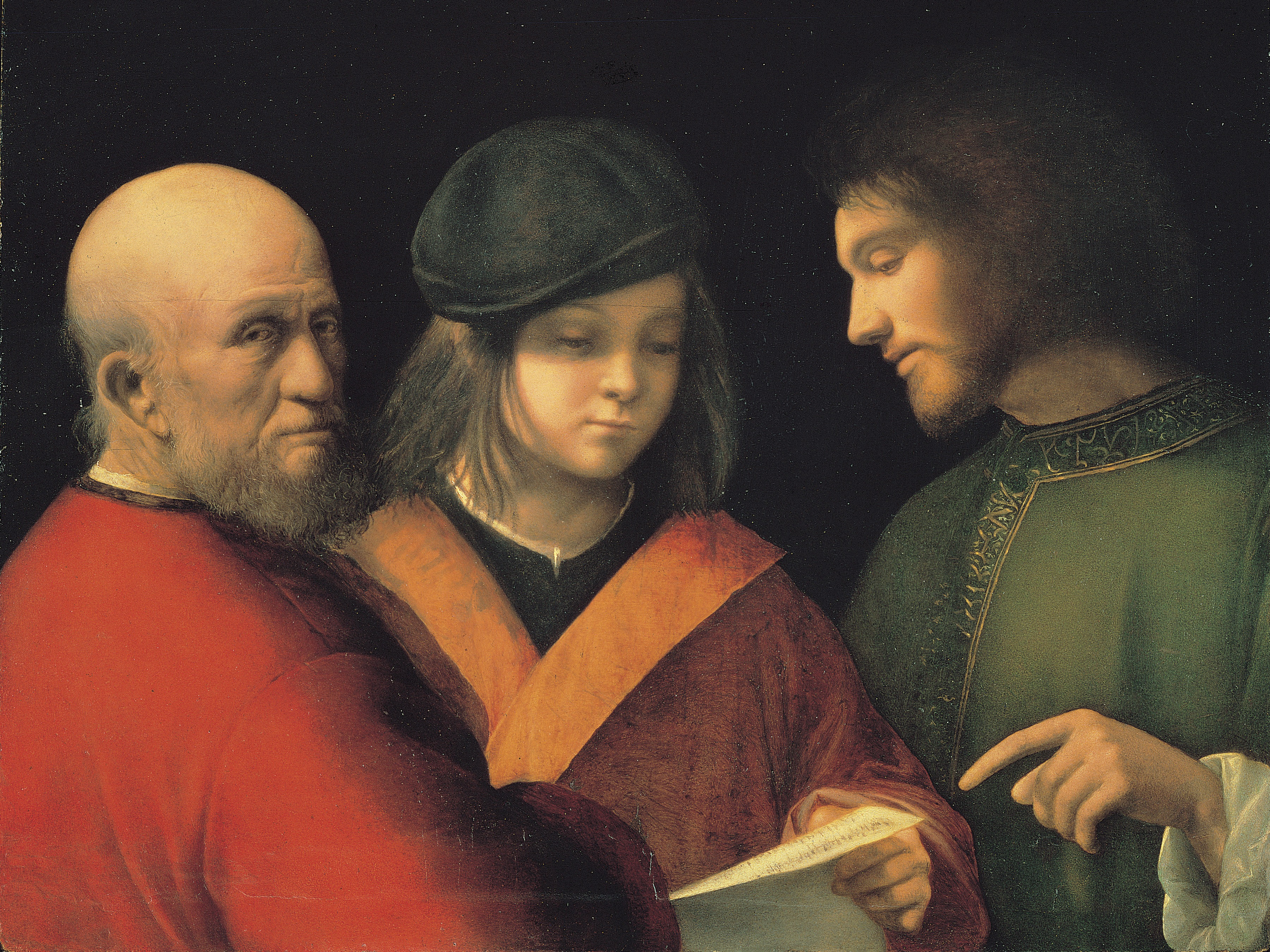
Las tres edades del hombre - Óleo sobre tabla, 62 x 77 cm, Galería Pitti, Florencia.

## Para saber más
- The Complete Paintings of Giorgione. Introducción de Cecil Gould. Notas de Pietro Zampetti. NY: Harry N. Abrams. 1968.
- Giorgione. Atti del Convegno internazionale di studio per il quinto centenario della nascita (Castelfranco Veneto 1978), Castelfranco Veneto, 1979.
- Silvia Ferino-Pagden, Giorgione. Mythos und Enigma, Ausst. Kat. Museo Kunsthistorisches, Viena, 2004.
- Sylvia Ferino-Pagden (Hg.), Giorgione entmythisiert, Turnhout, Brepols, 2008.
- Unglaub, Jonathan. "The Concert Champêtre: The Crises of History and the Limits of the Pastoral." Arion V no.1 (1997): 46-96.